# Cairinini
Cairinini – plemię ptaków z podrodziny kaczek (Anatinae) w obrębie rodziny kaczkowatych (Anatidae). 

## Rozmieszczenie geograficzne
Plemię obejmuje ptaki występujące w stanie naturalnym w Ameryce i Azji.

## Podział systematyczny
Do plemienia należą następujące rodzaje:
- Cairina J. Flemming, 1822 – jedynym przedstawicielem jest Cairina moschata (Linnaeus, 1758) – piżmówka
- Aix Boie, 1828